# Очі: Легенда Карпат
«Очі: Легенда Карпат» (англ. The Legend of Ochi) — американський фантастичний пригодницький фільм, сценариста й режисера Ісаї Саксона, є його дебютним повнометражним проєктом. У фільмі знялися Гелена Ценґель, Фінн Вулфгард, Емілі Вотсон та Віллем Дефо. Вихід в американський прокат відбувся 25 квітня 2025 року, а в український — 24 квітня 2025 року.

## Сюжет
На острові посеред моря розташовані Карпатські гори. Поруч з людьми там живуть небезпечні істоти очі, які забрали брата головної героїні, Юлі. Тому Юля приєднується до групи юних мисливців на очі, яких навчає її дивакуватий батько Максим — він носить старовинні обладунки та озброєний списом. Мисливці спричиняють лісову пожежу і очі тікають. Наступного ранку Максим звинувачує мисливців у лінощах і несерйозності, але хвалить старшого з них, Петра.
Юля хоче побачитися зі своєю матір'ю, про яку Максим каже, що вона покинула родину. Юля йде до лісу перевірити пастки і знаходить малюка очі, що потрапив у капкан. Вигляд беззахисного дитинчати дивує дівчину, вона забирає очі з собою у рюкзаку, щоб вилікувати. Але довго переховувати істоту не вдається, її виявляє Петро. Юля вирішує повернути очі до лісу, а Петро приховує це від Максима. Невдовзі Максим знаходить у її кімнаті шерсть і кров очі й робить висновок, що очі викрали Юлю. Він збирає мисливців і вирушає на пошуки.
Шукаючи їжу для очі, Юля відвідує супермаркет «Куркамарт», де присутність істоти відкривається навколишнім. Наляканий очі кусає дівчину за руку. Вони тікають і Юля намагається самостійно вилікувати укус. Очі дає їй з'їсти жука, після чого Юля починає розуміти мову очі, але втрачає пильність і падає в пастку-колодязь.
Дівчину рятує жінка, що живе в хатині на полонині. Це виявляється мати Юлі, Даша. Вона розповідає, що вилікувати укус очі може тільки отрута кажана-вампіра. Даша лікує дочку й пояснює, що насправді це вона навчила Юлю мови очі в дитинстві. Вона застерігає, що дорослі очі не приймуть дитинча, яке побувало серед людей.
Максим знаходить хатину Даші. Вони сперечаються, Максим обурений, що Даша симпатизує очі, а вона тримає на нього образу. Максиму вдається забрати карту і зустрітися з мисливцями. На карті позначено лігво очі, куди Юля вирушила раніше з малюком. Максим і мисливці слідують за нею.
Змайструвавши пліт, Юля пливе гірською річкою до печери. Коли Максим заходить усередину, його привалює колодами і Юля рятує батька. Той бачить малюка очі і визнає, що він заслуговує кращого ставлення. Даша досягає печери разом із мисливцями. Йдучи на спів тварин, Юля знаходить їхню оазу, та мисливці починають стріляти з рушниць. Розгніваних тварин заспокоює Даша, граючи на флейті. Максим несе дочку через озеро до очі. Юля говорить до очі їхньою мовою та повертає їм дитинча, яке очі приймають. Мати й дочка обіймаються.

## Акторський склад
| Актор          | Роль                  |
| -------------- | --------------------- |
| Гелена Ценґель | Юля (в оригіналі Юрі) |
| Віллем Дефо    | Максим                |
| Фінн Вулфгард  | Петро                 |
| Емілі Вотсон   | Даша                  |

## Створення

### Розробка
10 листопада 2021 року стало відомо, що Ісая Саксон стане сценаристом і режисером пригодницького фентезійного фільму «Очі: Легенда Карпат» з Віллемом Дефо, Емілі Вотсон, Фінном Вулфгардом і Геленою Ценґель у головних ролях.

### Знімання
Деякі сцени фільму були зняті в Трансильванії, у Західних Румунських горах, на озері Биля та на Трансфегераському шосе. Основні знімання розпочалися в Румунії 1 листопада 2021 року, та продовжувалися на кіностудії Castel Film Studios до 15 грудня 2021 року.

### Візуальні ефекти
У фільмі використано елементи театру ляльок, аніматроніку, комп'ютерну анімацію та художнє маскування. Головною істотою була лялька, якою керувало семеро людей.

## Випуск
Прем'єра «Очі: Легенда Карпат» відбулася на кінофестивалі «Санденс» 26 січня 2025 року, в кінотеатральний прокат у США стрічка вийде 25 квітня 2025 року, а в Україні прем'єра відбудеться на день раніше — 24 квітня 2025 року. Раніше планувалося, що фільм вийде на екрани кінотеатрів США 28 лютого 2025 року, але в січні 2025 року його було відкладено після того, як режисер втратив свій дім під час пожеж у Південній Каліфорнії.

## Сприйняття
На сайті агрегатора рецензій Rotten Tomatoes 76 % із 116 відгуків критиків позитивні. На Metacritic середньозважена оцінка склала 68/100, що відповідає «загалом схвальним» відгукам.
Браян Таллеріко з RogerEbert.com дав фільму три з чотирьох зірок і написав: «„Очі: Легенда Карпат“ — фільм сімейного формату від A24, що є рідкістю, є чарівним відлунням пригодницьких фільмів 80-х, таких як „Нескінченна історія“ та „Темний кристал“, з оригінальною ляльковою грою, яка, як повідомляється, не містить ані грама маніпуляцій з CGI».
Микита Казимиров на сайті Mezha.media виніс вердикт, що «Очі: Легенда Карпат» нагадує сімейні фільми 1980-х, коли вони були більш відвертими й прямолінійними, але в 2025 році відчувається застарілим. В першу чергу це сімейне кіно про подолання розбіжностей як всередині родини, так і між цілими видами. Сюжет доволі шаблонний, але разом з тим він про вічні цінності, а ще фільм однаково підхожий і дорослим і дітям. Великий внесок у це робить реалістична лялька, яка зображає фантастичну істоту. Також критик похвалив музику й виконання Віллемом Дефо української пісні, українські елементи, хоча поміщення дії в Карпати називалося не більше, ніж маркетинговим трюком: за сюжетом, Карпати — це взагалі острів.
Ігор Кромф на LB.UA писав: сюжет фільму типовий для студії А24, але є спробою вийти у сферу сімейного кіно, яку майже повністю заполонив Disney. «Легенда Карпат» найбільше нагадує «Іншопланетянина» (1982) Стівена Спілберга. Фентезійний світ фільму, створений Саксоном — це не зовсім Україна, а суміш центральноєвропейських елементів, поміщена на острів посеред Чорного моря. Стосунки між Юлею та її Очі мають «бляклий вигляд». У фільмі немає помилок, але і сприймається він як нетворча робота.